# 喜暖非鯽
喜暖非鯽，為輻鰭魚綱䲁形目麗魚科的其中一種，分布於非洲埃及Ismailia運河流域，體長可達9.3公分，棲息在中底層水域，生活習性不明。